# Rue Auguste-Blanqui (Saint-Denis)
La rue Auguste-Blanqui est une voie de communication de Saint-Denis.

## Situation et accès

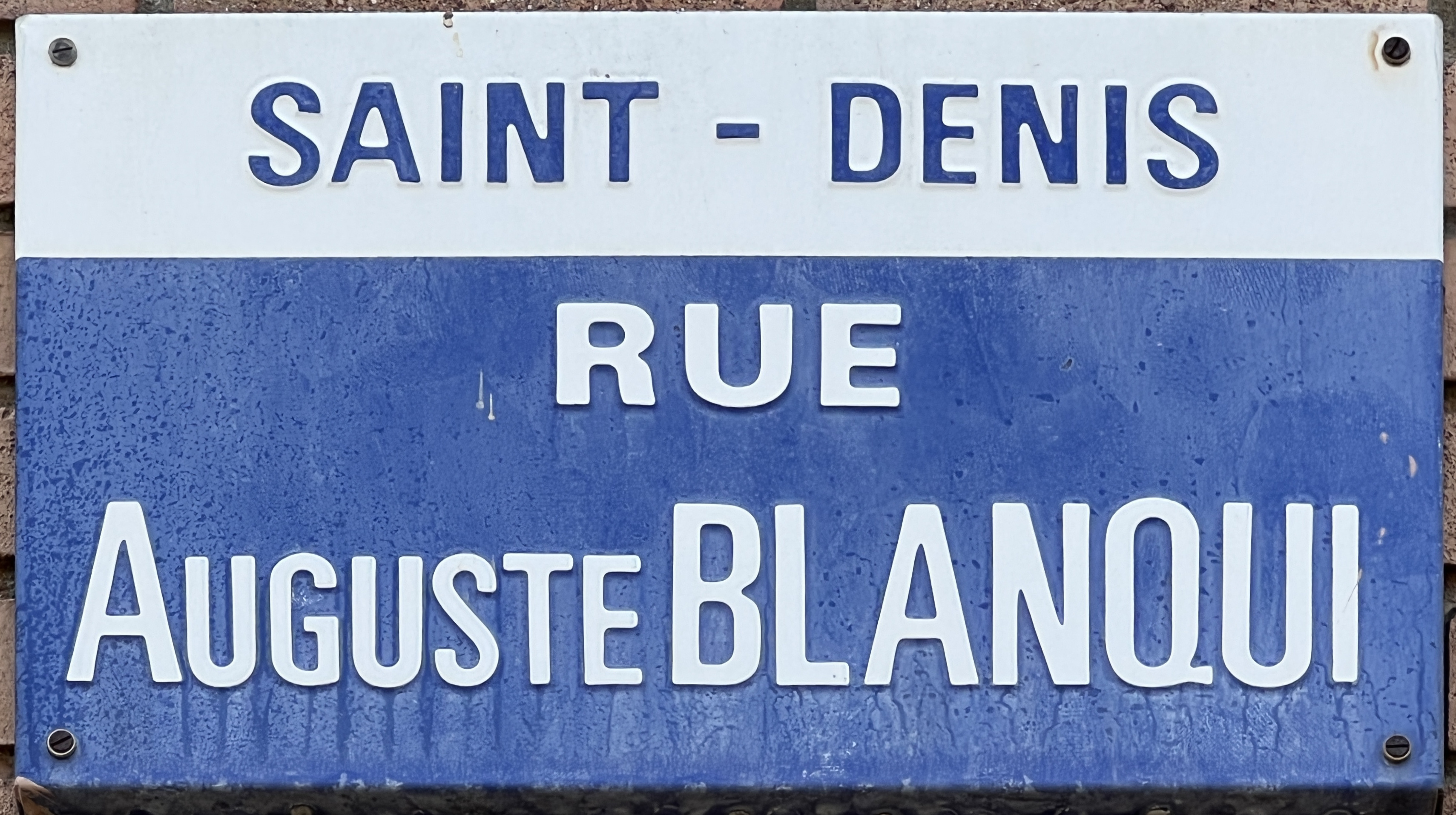
Plaque Rue Auguste Blanqui, 2022.

Au cœur du centre historique de la ville, cette rue orientée d'ouest en est longe tout d'abord le marché, puis passe entre la cour des Arbalétriers et l'extrémité nord de la rue Pierre-Dupont, à l'angle de la place de la Halle.  Elle marque ensuite le début du passage du Saulger, et se termine dans l'axe de la rue Édouard-Vaillant, au droit de la rue Albert-Walter, anciennement rue de la Fromagerie.

## Origine du nom
Elle doit son nom à Auguste Blanqui dit « l’Enfermé » (1805-1881), révolutionnaire socialiste français. Lors de sa création, son nom proposé lors de la délibération du conseil municipal le 12 mai fut refusé par la préfecture, arguant probablement du caractère révolutionnaire du personnage. Le conseil regretta alors publiquement « que Mr le Préfet n'ait pas cru devoir approuver les dénominations des rues qui étaient si justement réclamées par la Démocratie anticléricale de notre localité ». Le nom fut toutefois adopté par l'usage.

## Historique

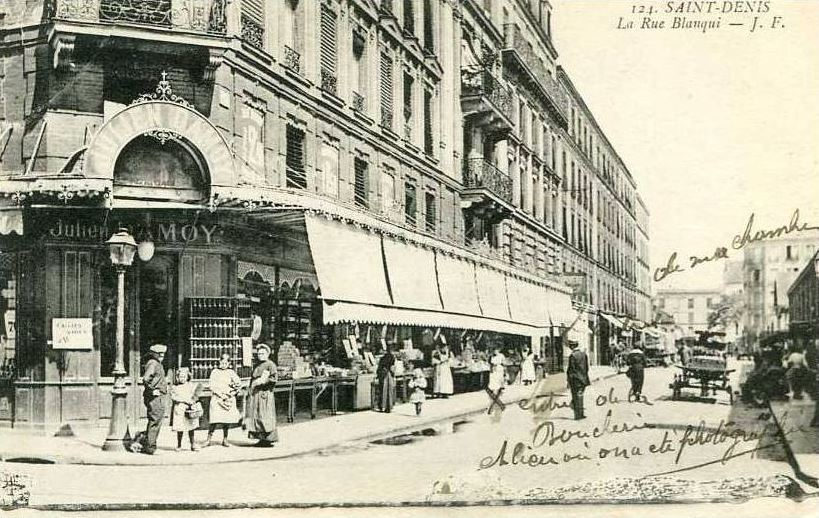
Saint-Denis, rue Auguste-Blanqui.

Elle fut percée lors de la construction du marché en 1893, et se trouve à l'emplacement de l'ancien dépôt de mendicité.

## Bâtiments remarquables et lieux de mémoire
- Marché de Saint-Denis,
- Maison des Arbalétriers, construite au XIXe siècle[5].
- Tout à côté, passait autrefois le Croult[6].